# 伍德蘭帕克 (新澤西州)
伍德蘭帕克（英語：Woodland Park）是位於美國新澤西州巴賽克縣的自治市鎮。

## 人口
根據2020年美國人口普查的數據，伍德蘭帕克的面積為7.97平方千米，當中陸地面積為7.61平方千米，而水域面積為0.36平方千米。當地共有人口13484人，而人口密度為每平方千米1,692人。